# Crisis carcelaria en Guayaquil
La crisis carcelaria en Guayaquil se refiere a los sucesos ocurridos en el Centro de Privación de Libertad Regional Guayas, en Guayaquil, Ecuador, debido al mal funcionamiento, traslado de reos y cambio de administración, que desembocaron en disturbios, muertes dentro del penal y secuestro de uniformados durante el 2019, siendo declarado en estado de excepción por el gobierno de Lenín Moreno.

## Antecedentes

### Salud
Varios familiares de los reos manifestaron a inicios de 2019, el estado insalubre en el que se encuentra el centro penitenciario, la mala alimentación que reciben los reclusos, donde solo se les da de desayuno un pan con mortadela y de almuerzo un calda que solo tiene agua, llegando a desnutrir a los reos que van perdiendo peso a las pocas semanas. La atención en el policlínico es pobre y deben pagarles de 5 a 10 dólares a los guardias para que los reos puedan ser trasladados al centro médico en el que solo reciben paracetamol, empeorando la salud de varios que necesitan una mejor atención médica, con malestares como tos seca, fiebre y catarro, además se ha proliferado la tuberculosis dentro del sistema carcelario, donde el reo Alex M. que llevaba 6 meses en el policlínico de la penitenciaría con la enfermedad, y a su vez tenía anemia aguda, en noviembre de 2018 es cuando empeoró sin poder levantarse ni hablar, y a pesar de que su hermana llevaba desde ese año realizando gestiones para su traslado a un centro de salud, fue el 6 de febrero de 2019 cuando logra trasladarlo, sin embargo resultó ser demasiado tarde pues el reo falleció ocho días después.

### Asociación ilícita
La noche del 2 de enero de 2019, fue captado por las cámaras del pabellón de máxima seguridad del Centro de Privación de Libertad Regional Zonal 8, el ingresó de una furgoneta blanca camuflada como ambulancia, que habría tenido logotipos del Ministerio de Salud, con dos mujeres vestidas de enfermeras y un conductor. Luego de una conversa del conductor con un agente policial, la furgoneta avanzó sin problemas al área de visitas de los reos, donde fueron recibidos por varias personas vestidas de policías, los cuales ayudaron a bajar cajas, y luego de 10 minutos la furgoneta se retiró del lugar. Esta evidencia en video fue tomada en cuenta luego de una denuncia por el ingreso de armas, celulares, televisores, congeladores y hasta de presuntamente trabajadoras sexuales al interior de la penitenciaria, asociando el ingreso de estos objetos prohibidos con el ingreso de la furgoneta, que según el Fiscal César Peña, dichos artículos eran para la organización delictiva de Los Choneros. Según el exsubsecretario de Rehabilitación Social, Ricardo Camacho, la ambulancia habría pasado por tres filtros controlados por miembros de la Policía Nacional dentro de la prisión. Por ello la Fiscalía Provincial del Guayas, la Dirección General de Inteligencia y la Unidad de Investigación Penitenciaria realizaron un operativo la madrugada del domingo 17 de febrero de 2019, donde allanaron varios inmuebles de Guayaquil, Durán y otros cantones de la provincia del Guayas, así como en la penitenciaría, donde se encontró celulares con los que presuntamente se comunicaban y coordinaban integrantes de Los Choneros, policías y guías penitenciarios. Se emitió una 29 órdenes de captura, de los cuales 21 policías, 4 funcionarios del Ministerio de Justicia y 1 reo, José Luis Zambrano Gonzáles alias J.L. y presunto líder de Los Choneros quien ya cumplía sentencia en la cárcel, fueron detenidos para investigación, mientras que las órdenes restantes eran para otros integrantes de la banda delictiva, entre los que se encuentra Jorge R.
El Fiscal Peña manifestó que un juez de Garantías Penales de Manta, estaba por emitir una orden de excarcelación para el lunes 18 de febrero en favor de alias J. L., quien cumple una condena de 20 años por varios delitos como homicidio y delincuencia organizada, de las cuales lleva 8 años después de ser detenido en septiembre de 2011 cuando comía en un restaurante de La Garzota, sin embargo quedó frustrada su orden de salida de la cárcel debido al operativo realizado.
Se siguió un proceso encargado por el Fiscal Walter Romero el 19 de febrero, sobre asociación ilícita a 26 personas, entre los cuales se encontraban los 21 policías, 4 funcionarios del Ministerio de Justicia y alias J. L. presunto líder de Los Choneros, los cuales fueron detenidos para un proceso de investigación de 90 días. Ernesto Pazmiño, del Servicio Nacional de Atención Integral a Personas Privadas de la Libertad, manifestó que existe una crisis en el sistema penitenciario. La detención de alias J. L. se dio en la noche del domingo, pues durante la mañana se impidió su captura dentro de la cárcel debido a un amotinamiento. Según Peña las autoridades investigan si alias J. L. tiene que ver con el cobro a familiares de reos que recién ingresaban a la cárcel para otorgarles protección o para evitar que fueran empeñados y no ser obligados a dar servicios sexuales dentro de la prisión, supuestamente pagando el servicio mediante cuentas de familiares de alias J. L.